# Jorge Manrique
Jorge Manrique (¿?, c. 1440-Santa María del Campo Rus, 24 de abril de 1479) fue un poeta del prerrenacimiento y hombre de armas y letras castellano, miembro de la Casa de Manrique de Lara, una de las familias más antiguas de la nobleza castellana, y sobrino del también poeta Gómez Manrique. Es autor de las Coplas a la muerte de su padre, uno de los poemas clásicos de la literatura española de todos los tiempos. También compuso diversos poemas amorosos y burlescos y es considerado uno de los poetas más importantes dentro del Cancionero general.

## Biografía
Se cree que Jorge Manrique nació en Paredes de Nava, en la actual provincia de Palencia, aunque también es posible que naciese en Segura de la Sierra, en la actual provincia de Jaén, que por entonces era cabeza de la encomienda que administraba el maestre Rodrigo Manrique, su padre. No se ha conservado ningún documento específico que certifique su nacimiento en alguna de las dos localidades. En la localidad jienense esto se explica porque durante la invasión francesa los archivos históricos así como la propia villa fueron incendiados y reducidos a cenizas. Es posible que se haya confundido 1440, año en que Rodrigo Manrique adquirió el señorío de Paredes de Nava, con el año de nacimiento de Jorge Manrique y, por eso, se haya otorgado mayor veracidad a la hipótesis palentina.
Suele afirmarse que nació entre la segunda mitad de 1439 y la primera de 1440. Pero lo único cierto es que no nació antes de 1432, cuando quedó concertado el matrimonio de sus padres, ni después de 1444, cuando Rodrigo Manrique, muerta Mencía de Figueroa, madre de Jorge Manrique y natural de Beas, hubo de solicitar dispensa apostólica para casarse de nuevo por su condición de caballero de la Orden de Santiago.
En la Corona de Castilla Jorge era un nombre poco frecuente y ninguno de sus antepasados se había llamado así. Por eso es curiosa la elección de este nombre, posiblemente vinculada a la estrecha relación de Rodrigo Manrique con los Infantes de Aragón, reino cuyo patrón es san Jorge.
Su infancia y primera juventud transcurrieron muy probablemente en Siles y en Segura de la Sierra. Rodrigo Manrique tuvo un papel determinante en la vida del poeta e intentó, a través de su educación, hacerle a su imagen y semejanza. Estudió Humanidades y las tareas propias de militar castellano y asumió la línea de actuación política y militar de su extensa familia castellana. Combatió a los musulmanes, participó en el levantamiento de los nobles contra Enrique IV de Castilla, intervino en la victoria de Ajofrín y luchó a favor de Isabel y contra Juana la Beltraneja en la guerra de sucesión castellana.

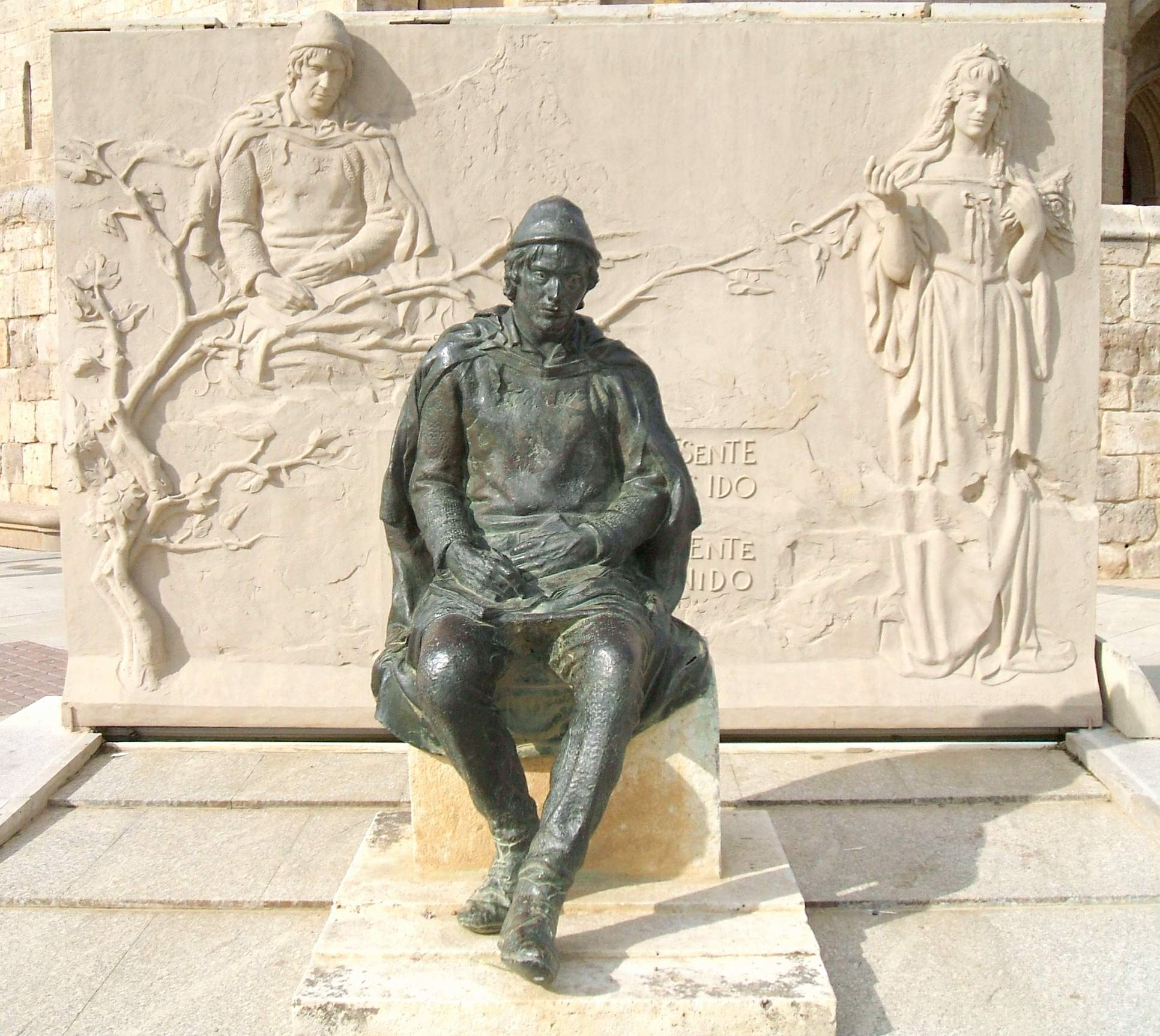
Monumento a Jorge Manrique en Paredes de Nava.

Su padre, Rodrigo Manrique, conde de Paredes de Nava, y efímero maestre de la Orden de Santiago desde 1474, fue uno de los hombres más poderosos de su época. Murió a los setenta años, en 1476, víctima de un cáncer que le desfiguró el rostro. Su madre, Mencía de Figueroa, prima hermana del marqués de Santillana, murió cuando Jorge era un niño. Su tío, Gómez Manrique, fue también un poeta eminente, además de autor dramático, y no faltaron en su familia otros hombres de armas y letras. La familia de los Manrique de Lara era una de las más antiguas familias nobles de España y poseía algunos de los títulos más importantes de Castilla, como el ducado de Nájera, el condado de Treviño y el marquesado de Aguilar de Campoo, así como varios cargos eclesiásticos.
Jorge Manrique se casó con Guiomar de Castañeda, la joven hermana de su madrastra, posiblemente en 1470. Guiomar venía de la familia más notable de Toledo y el enlace se produjo más por intereses económicos que por motivos románticos. El matrimonio tuvo dos hijos, Luis y Luisa.
A los veinticuatro años participó en los combates del asedio al castillo de Montizón (Villamanrique, Ciudad Real), donde ganó fama y prestigio como guerrero. Su lema era «Ni miento ni me arrepiento». Permaneció un tiempo preso en Baeza donde murió su hermano Rodrigo, tras su entrada militar en la ciudad para ayudar a sus aliados, los Benavides, frente a los delegados regios (el conde de Cabra y el mariscal de Baena). Se enroló después con las tropas del bando de Isabel y Fernando en la guerra contra los partidarios de Juana la Beltraneja. Como teniente de la reina en Ciudad Real, junto a su padre Rodrigo, hizo levantar el asedio que a Uclés habían puesto Juan Pacheco y el arzobispo de Toledo Alfonso Carrillo de Acuña. En esa guerra, en una escaramuza cercana a Castillo de Garcimuñoz en Cuenca, defendido por el marqués de Villena, fue herido de muerte en 1479, probablemente hacia la primavera. Como con el nacimiento, hay distintas versiones sobre el suceso: algunos cronistas coetáneos como Hernando del Pulgar y Alonso de Palencia dan testimonio de que murió en la misma pelea, frente a los muros del castillo, o justo a continuación. Otros, como Jerónimo Zurita, sostuvieron con posterioridad (1562) que su muerte tuvo lugar en Santa María del Campo Rus (Cuenca), donde estaba su campamento, días después de la batalla. Rades de Andrada señaló cómo se le encontraron entre sus ropas dos coplas que comienzan «¡Oh mundo!, pues que me matas...». Pedro de Baeza, caudillo del ejército del marqués de Villena en Castillo de Garcimuñoz, escribió que la campaña en Castillo de Garcimuñoz duró cinco meses y que el poeta murió «a la postre de esta». Las versiones más correctas sobre su muerte son las que dan Pedro de Baeza y los vecinos de Castillo de Garcimuñoz en las Relaciones de pueblos del obispado de Cuenca, según las cuales fue herido cuando venía cargado de botín y Pedro de Baeza le tendió una celada en las proximidades de Castillo de Garcimuñoz en el camino de la Nava. Se calcula que las operaciones bélicas comenzaron en noviembre o diciembre de 1478 y, según Derek Lomax, murió en abril o mayo de 1479. Según el obituario de Uclés falleció el 24 de abril de 1479. Fue enterrado en el monasterio de Uclés, cabeza de la orden de Santiago a los pies de la sepultura de su padre. La guerra castellana terminó pocos meses después, en septiembre.
Señor de Belmontejo de la Sierra (actual Villamanrique), comendador del castillo de Montizón, trece de la Orden de Santiago, duque de Montalvo por concesión aragonesa y capitán de hombres de armas de Castilla, fue más un guerrero que escritor, pese a lo cual fue también un insigne poeta, considerado por algunos como el primero del Prerrenacimiento. En su poesía, el idioma castellano sale de la Corte y de los monasterios para encontrarse con el autor individual que, frente a un hecho trascendental de su vida, resume en una obra todo el sentir de su corta existencia y salva para la posteridad no solo a su padre como guerrero, sino a sí mismo como poeta.

## Poesía
Su obra poética no es extensa. Consta aproximadamente unas 50 composiciones, incluidas la mayor parte de ellas en el Cancionero general (1511). Se suele clasificar en tres grupos: amoroso, burlesco y doctrinal, de los cuales el amoroso es el que cuenta con más composiciones, algunas de ellas eróticas. Son, en general, obras satíricas y amorosas convencionales dentro de los cánones de la poesía cancioneril de la época, todavía bajo influencia provenzal, con un tono de galantería erótica velada por medio de finas alegorías. Manrique cumple con las convenciones lingüísticas de la poesía provenzal: uso de la canción y del decir, en verso octosílabo, empleo de repeticiones de palabras y uso de la guerra como símil amoroso.
En las composiciones amorosas Manrique emplea tópicos, temática, recursos poéticos y vocabulario propios del amor cortés, como otros poetas del siglo XV. Por eso están presentes en sus versos las heridas de amor, el deseo del vasallo y el rechazo de la señora.
Jorge Manrique no es original en estas composiciones, ya que toma como modelo la lírica trovadoresca. No hay mucha presencia de poemas que hablen de experiencias amorosas personales, por lo que es esta una poesía más de valor histórico y literario que una muestras de sentimientos íntimos del poeta.
Entre estas composiciones destacan: De la profesión que hizo en la orden del Amor, en la que se habla de una orden religiosa metafóricamente para mostrar la devoción por la amada (votos de pobreza, obediencia); Escala de Amor, que representa la relación amorosa como algo que debe ser cuidado y defendido; y Castillo de Amor, donde la dama destaca por sus buenas cualidades y el amante admira todas sus virtudes como ocurre en el amor cortés. No es de extrañar que en sus composiciones burlescas la ironía sea mucho más fuerte y descarada que en las amorosas. La burla es humor no refinado, es humor punzante y dañino, mucho más tosco que la simple y suave ironía.
La poesía burlesca de Jorge Manrique incluye tres poemas. El primero de ellos es A una prima suya que le estorbaba unos amores con solo nueve versos. La gracia de este poema es el doble sentido que tiene la palabra prima, la cual puede referirse a la cuerda con timbre más agudo de un instrumento o entenderse como una familiar. Lo que hace Manrique en estos versos es comparar a una prima suya que no quería corresponderle en su deseo amoroso con la cuerda del mismo nombre que está desafinada. Otro de los poemas de ese grupo satírico es Coplas a una beoda que tenía empeñado un brial en la taberna donde Manrique ridiculiza a una mujer que para poder seguir emborrachándose da su manto (brial) a cambio. Manrique se toma el tiempo de criticar a esta mujer porque descubre que va hablando mal de él. En último lugar, Un convite que hizo a su madrastra: este poema destaca por ser el más extenso de los tres, tiene ciento veinte versos. Probablemente fue escrito después de 1476 y en él se ve claramente la relación que tenía Jorge con la que era su madrastra y a la vez su cuñada, Elvira de Castañeda, tercera esposa de su padre, Rodrigo Manrique y a su vez, hermana de su esposa, Guiomar de Castañeda. En esta composición va hablando de la fiesta que hizo en honor a su madrastra, en la cual tanto el lugar, como los asistentes y la comida están sucios y dan una imagen grotesca y desagradable en general. Queda claro que Jorge Manrique no sentía mucho respeto por su madrastra.
Las dos composiciones dedicadas a su mujer deben ser de la época de su matrimonio, hacia 1470; las Coplas, del verano de 1477; y las Coplas póstumas serán, según la rúbrica que las acompaña, de poco antes de su muerte.

### Coplas por la muerte de su padre

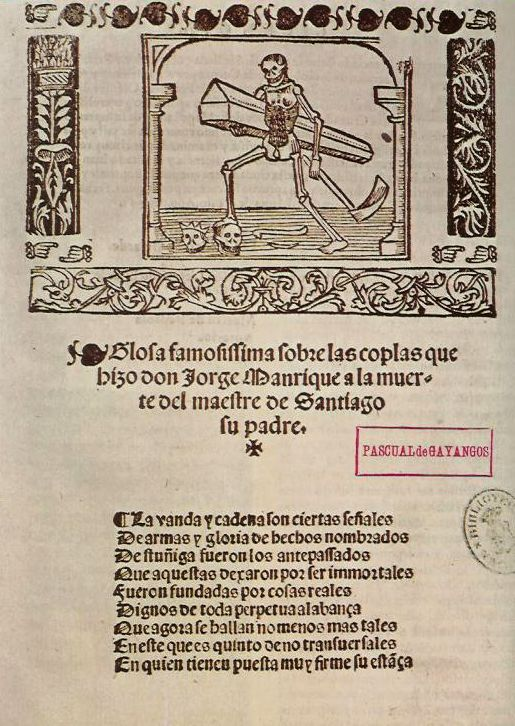
Primera página de las Coplas.

Entre toda su obra destacan de forma señera por unir tradición y originalidad las Coplas por la muerte de su padre. En ellas Jorge Manrique hace el elogio fúnebre o planto de su padre, Rodrigo Manrique, mostrándolo como un modelo de heroísmo, de virtudes y de serenidad ante la muerte. El poema es uno de los clásicos de la literatura española de todos los tiempos y ha pasado al canon de la literatura universal.
Las Coplas fueron escritas justo después de la muerte de Rodrigo Manrique en 1476 y se publicaron por primera vez póstumamente, entre los años 1480 y 1490, en Zamora o Zaragoza. El testimonio más antiguo que se conserva procede del Cancionero de Baena, por tanto no pudo ser el manuscrito que Juan Alfonso regaló a Juan II. Fueron glosadas por innumerables autores, merecieron el honor de una traducción al latín, y su influjo se hace sentir en grandes autores posteriores.
En ellas se progresa en el tema de la muerte desde lo general y abstracto hasta lo más concreto y humano: la muerte del padre del autor. Normalmente se habla de una división en tres partes. La primera parte abarca las catorce primeras estrofas y consiste en una introducción en tono moralizante sobre el escaso valor de la vida terrenal, la muerte y su omnipotencia. En la segunda parte, de la estrofa quince a la veinticuatro, se menciona la muerte de personajes ilustres de un pasado reciente y cercano. La tercera y última parte, desde la estrofa veinticinco a la cuarenta, está dedicada a ensalzar la figura de Rodrigo Manrique comparándola con la de grandes personajes de la época romana para destacar así sus virtudes, culminando la obra con un diálogo entre él y la Muerte. 
Esboza Manrique la existencia de tres vidas: la humana y mortal, la de la fama, que es más larga, y la eterna, que no tiene fin. El propio poeta se salva y salva a su padre mediante la vida de la fama que le otorgan no sólo sus virtudes como caballero y guerrero cristiano, sino mediante la palabra poética, tal como concluye el poema:

Dejónos harto consuelo
su memoria.
Coplas por la muerte de su padre, vv. 479-480.

Se trata de la memoria que deja su hijo en estas coplas y que sirve para salvar tanto al padre guerrero como al hijo poeta para la posteridad. 
La métrica adoptada, la copla de pie quebrado, presta al poema, al decir de Azorín en Al margen de los clásicos, una gran sentenciosidad y un ritmo quebradizo y fúnebre como el repique funeral de una campana. La inspiración bíblica viene desde el Eclesiastés y los Comentarios morales al Libro de Job de San Gregorio. Resuena asimismo el fatalismo de los tópicos medievales del ubi sunt?, vanitas vanitatum, homo viator. Se dispone actualmente de una edición crítica de las Coplas de Vicenç Beltrán. Los testimonios más antiguos de las Coplas a la muerte de su padre proceden de los cancioneros de Baena, de Egerton y de Oñate-Castañeda, así como de las primeras ediciones, las de Pablo Hurus y Antón de Centenera. Fueron glosadas por innumerables autores (Alonso de Cervantes, Rodrigo de Valdepeñas, Diego Barahona, Jorge de Montemayor, Francisco de Guzmán, Gonzalo de Figueroa, Luis de Aranda, Luis Pérez y Gregorio Silvestre) e incluso merecieron el honor de una traducción al latín. Su influjo se hace sentir en grandes poetas como Andrés Fernández de Andrada, Francisco de Quevedo o Antonio Machado. Al francés fueron traducidas, entre otros, por Guy Debord, el influyente autor de La sociedad del espectáculo, como Stances sur la mort de son père
Los recursos métricos de su poesía prefieren las formas breves frente a las vastas composiciones denominadas decires. La rima en ocasiones no está muy cuidada. No abusa del cultismo y prefiere un lenguaje llano frente a poetas como Juan de Mena y el marqués de Santillana y, en general, de la lírica cancioneril de su tiempo; ese es un rasgo que individualiza bastante al autor en una época en que la presunción cortesana hacía a los líricos cancioneriles exhibir su ingenio mediante un prematuro conceptismo o bien demostrando sus conocimientos con el latinizamiento de la escuela alegórico-dantesca.
El estilo de Jorge Manrique anuncia la claridad y el equilibrio renacentistas. La expresión es llana y serena, acompañada de símiles, como es propio del sermo humilis o estilo humilde, el natural y común de la literatura didáctica. Hay incluso vulgarismos, que aportan un aire de sencillez y sobriedad, y que hace encajar perfectamente en las técnicas retóricas y juegos de palabras típicos de los poetas cuatrocentistas. Por otra parte, la importancia que se da a la vida que proporcionan la fama y la gloria mundana, frente al ubi sunt? medieval, es también un rasgo de antropocentrismo que anuncia el Renacimiento.
La fuerza comunicativa que Jorge Manrique logra en las Coplas es muy potente. En sus versos introduce temas que ya han sido tratados anteriormente: la muerte y lo efímero, pero lo hace dotando de enorme belleza a cada estrofa, logrando un poema de uniformidad y unidad extraordinarias.
Alan Deyermond señala que las Coplas constituyen, además, un reflejo de la sociedad desde una perspectiva crítica hacia las frivolidades y vanidades de su época. Hablan de la vida en la corte, del mundo varonil y la decadencia de la caballería, de la mujer y el desarrollo de los salones, de diversas fiestas y de la Castilla del siglo XV.

## Jorge Manrique en la literatura española
La obra de Jorge Manrique ha marcado a muchos autores posteriores que han mostrado gran interés y admiración por su poesía, en especial por las Coplas por la muerte de su padre. Sus versos han sido extensamente recreados y han pervivido a través del tiempo como fuente de inspiración. 

### Justa fue mi perdición
Algunas de sus composiciones fueron cantadas y muy celebradas en la posteridad. La canción Justa fue mi perdición fue ampliamente divulgada con música de Juan de Urrede en los siglos XVI y XVII y es una de las canciones de amor cortés más célebres del Siglo de Oro. Muestra de ello son las numerosas fuentes documentales en las que ha pervivido: catorce manuscritos que la mencionan y más de cuarenta ediciones impresas diferentes en que se copia o se glosa.
El texto de esta canción se conserva en el Cancionero general, en los cancioneros musicales Cancionero de Palacio y Cancionero de Segovia y en otros cancioneros no musicales manuscritos e impresos. También aparece glosada en cancioneros manuscritos e impresos tanto colectivos como individuales y citada o aludida en obras en prosa y en verso. La glosan autores como Juan Boscán, Juan Fernández de Heredia, Andrade Caminha, Luis Vaz de Camoens, Joaquín Romero de Cepeda, Gregorio Silvestre o Francisco de Borja. Lope de Vega la menciona en La Dorotea y en las piezas teatrales La prueba de los ingenios y Porfiar hasta morir.
La extensa divulgación de Justa fue mi perdición durante esta época no está directamente relacionada, sin embargo, con la fama personal de Jorge Manrique, ya que los documentos en que se conserva apenas mencionan su nombre.

### Versiones musicales de lasCoplas
A partir de la década de 1540 músicos de renombre de los siglos XVI y XVII componen versiones musicales de las Coplas por la muerte de su padre de Jorge Manrique. Se conservan en la actualidad seis versiones compuestas por Alonso Mudarra, Luis Venegas de Henestrosa, Juan Navarro de Sevilla, Pere Alberc i Vila, Melchor Robledo y Francisco Guerrero. Además, existen testimonios de otras dos versiones de Philippe Rogier y Gabriel Díaz Bessón, hoy perdidas. Algunas de estas versiones musicales de las Coplas debieron de ser bien conocidas por el público de la época, pues se cantaron en los corrales de comedias y en las fiestas del Corpus.

### Jorge Manrique en el Siglo de Oro
Los glosadores de Manrique fueron muy numerosos en el Siglo de Oro y seguramente ningún poema culto del siglo XV inspiró a tantos compositores de este periodo como lo hicieron las Coplas. Lope de Vega llegó a decir de este poema en el prólogo a El Isidro que «merecía estar escrito en letras de oro».
La obra manriqueña está presente en nuestro teatro clásico, cantada o glosada. Lope hace mención a ella en La Dorotea, y en dos obras de teatro: La prueba de los ingenios y Porfiar hasta morir. También en La devoción del Rosario, comedia fechada entre 1604 y 1615.

### Las generaciones del 27 y del 98 y Jorge Manrique
Los noventayochistas Miguel de Unamuno, Ramiro de Maeztu, Azorín y Antonio Machado, se aproximaron a Jorge Manrique cada uno a su peculiar manera, pero todos desde un gran afecto hacia el poeta castellano.
Unamuno en su Vida de don Quijote y Sancho rescata seis versos de las Coplas para el episodio de la muerte de Don Quijote. También en su Cancionero recuerda a Jorge Manrique como personaje y creador en el poema Al pasar por Carrión de los Condes.
Maeztu aprecia y comenta los versos manriqueños con cariño en su discurso de ingreso en la Real Academia Española, defendiendo y elogiando las Coplas. A lo largo de su discurso, Maeztu habla del tema de la brevedad de la vida y su presencia en la poesía lírica castellana. Presenta a Manrique como un hombre plenamente influyente y un ejemplo de sobriedad y sencillez literarias
Azorín intenta retratar el espíritu de Manrique: «Jorge Manrique... ¿Cómo era Jorge Manrique? Jorge Manrique es una cosa etérea, sutil, frágil, quebradiza. Jorge Manrique es un escalofrío ligero que nos sobrecoge un momento y nos hace pensar. Jorge Manrique es una ráfaga que lleva nuestro espíritu allá, hada una lontananza ideal». Nos presenta a un Manrique «redivivo» que permanece aún hoy a nuestro lado.
Jorge Manrique es el poeta predilecto de Antonio Machado: «Entre los poetas míos / tiene Manrique un altar», dice en su poema Glosa. Machado fue glosador de Manrique y en varios de sus poemas se aprecia claramente la inspiración manriqueña. Aprecia profundamente del poeta medieval su creación sencilla alrededor de lo cotidiano y su admiración llega al punto de dar a su último y misterioso amor el nombre de la esposa de Manrique, Guiomar.
Para los poetas de la Generación del 27 Jorge Manrique también fue el poeta medieval más estimado. Luis Cernuda lo califica de «poeta metafísico». Jorge Guillén titula el segundo libro de su obra Clamor con un verso de Manrique, Que van a dar en la mar. Pedro Salinas le dedica un fundamental estudio, el ensayo Jorge Manrique, o, tradición y originalidad donde describe así la figura del poeta:

No es ciertamente el contenido conceptual de las Coplas, inventado y formulado antes por muchos. Tampoco es obra de su invención la forma métrica de la Coplas. Habrá que encontrar, pues, su personalidad en su tratamiento de ese pasado, en su actitud frente a la tradición. Ello es lo que, a mi ver, define la figura poética de Jorge Manrique.
Pedro Salinas

## Triángulo manriqueño
Desde hace más de veinte años los pueblos conquenses de Castillo de Garcimuñoz, donde fue herido de muerte, Santa María del Campo Rus, donde falleció, y Uclés, donde lo enterraron, conmemoran el último sábado de abril las jornadas manriqueñas, que rotan de una población a la siguiente, en las que lo más destacado de los actos siempre es un discurso sobre la figura de Jorge Manrique.